# Mamba
Dendroaspis és un  gènere de serps de la  família Elapidae que inclou quatre espècies conegudes  vulgarment com a mambes. Viuen en els arbres i són les serps més ràpides de l'Àfrica; Dendroaspis significa literalment "serp d'arbre". Són extremadament verinoses, el seu verí conté neurotoxines, que poden ser fatals per a l'ésser humà sense accés a l'antídot.
En un esprint, i amb el cap aixecat, fet que suposa gairebé un terç del seu cos aixecat, pot superar en poc temps a una persona corrent.